# Santa María de Ostula
Santa María de Ostula es una localidad situada en el extremo suroeste del estado de Michoacán de Ocampo y en las cercanías de su costa en el Océano Pacífico. Pertenece al municipio de Aquila.

## Localización y demografía
Santa María de Ostula se encuentra localizada en las coordenadas geográficas 18°30′12″N 103°28′37″O / 18.50333, -103.47694 y a una altitud de 135 metros sobre el nivel del mar. Ostula se encuentra en una la costa de Michoacán, región tradicionalmente aislada del resto del estado y en la rivera del río Ostula, su principal vía de comunicación es una carretera secundaria que la une hacia el sur con el la Carretera Federal 200 que bordea la costa del Pacífico y que hacia el norte comunica con la cabecera municipal, Aquila, y otras poblaciones como Coahuayana; y hacia el sur con Ciudad Lázaro Cárdenas.
De acuerdo al Censo de Población y Vivienda de 2010 realizado por el Instituto Nacional de Estadística y Geografía, la población de Ostula es de 744 personas, siendo 343 hombres y 401mujeres.

## Actualidad
Inspirado por el movimiento Zapatista, Santa María de Ostula ha ido tratando de formar un autogobierno desde 2009 basado en el Artículo 2 de la Constitución Mexicana que da derechos de autogobierno a los grupos indígenas. Después de la guerra contra las drogas en 2006, estaban más vulnerables. Entonces, hubo un aumento de crimen y violencia— de hecho, grupos criminales, como La Familia Michoacana y Los Caballeros Templarios invadieron en busca de un lugar rico en minerales. Sin ayuda y protección del gobierno federal, las gentes en Santa María de Ostula formaron sus propios medios de protección— por ejemplo, su propia fuerza policial autónoma. Empezando con sus propios armas, como rifles de caza y machetes, eventualmente robaron las armas de los grupos de crimen, mejorando su defensa con el tiempo.  
Un gran problema era la recuperación de la tierra perdida durante las invasiones. Inmediatamente, las activistas de la comunidad eran desaparecidas o encontradas muertas. Sin embargo, los miembros de la comunidad nunca se rindieron. El 20 de julio, un grupo de pobladores bloqueó en protesta por la detención la carretera federal 200 en el poblado de Ixtapilla; donde ocurrió un enfrentamiento con presuntos miembros de las fuerzas armadas federales que abrieron fuego en su contra, causando al menos la muerte de un niño de 12 años de edad.
En 2015, después de muchos años luchando, el crimen organizado desapareció, lo que permitió a la comunidad centrarse en restaurar su tierra y recuperar su cultura y autonomía sin la presencia del conflicto. Las prioridades eran un sistema escolar con educación bilingüe— se puede aprender en ambos español y Náhuatl, un enfoque en la recuperación de la naturaleza y la tierra, y un sistema de gobierno democrático (asamblea).